# 红牙鳞鲀
红牙鳞鲀（学名：Odonus niger），俗名魔鬼砲彈、紅牙板機魨，为輻鰭魚綱魨形目鱗魨亞目鳞鲀科紅牙鱗魨屬的其中一種。其种加词“niger”意为“黑色的”。

## 分布
本魚分布于印度太平洋區，包括红海、東非、南非、塞席爾群島、馬爾地夫、留尼旺、印度、日本、台灣、中國、斯里蘭卡、泰國、越南、關島、印尼、馬來西亞、新幾內亞、澳洲、密克羅尼西亞、聖誕島、新喀里多尼亞、帛琉、菲律賓、吉里巴斯、東加、法屬波里尼西亞等海域等，属于热带珊瑚丛常见暖水性鱼类。

## 深度
水深5至75公尺。

## 特徵
本魚體側扁，呈卵形，口小而下頷稍突出，齒紅色；魚皮粗糙鱗片大。體色通常為深藍色，頭部顏色較淡，眼前具2道細藍紋，尾葉和鰭上有發光的淺藍色邊緣，可以根據心情、食物、覓食和水質改變顏色，從紫色到藍色和藍綠色，第一根背鰭硬棘粗短且能直立鎖定，尾鰭上下葉延長，背鰭硬棘3枚；背鰭軟條33至36枚；臀鰭軟條28至31枚，體長可達50公分。

## 生態
本魚棲息在礁區水流強勁處，性情膽小，游速較慢，夜間棲洞而居，屬肉食性，以海綿及浮游生物為食，繁殖期時雄魚會築巢並具有領域性。

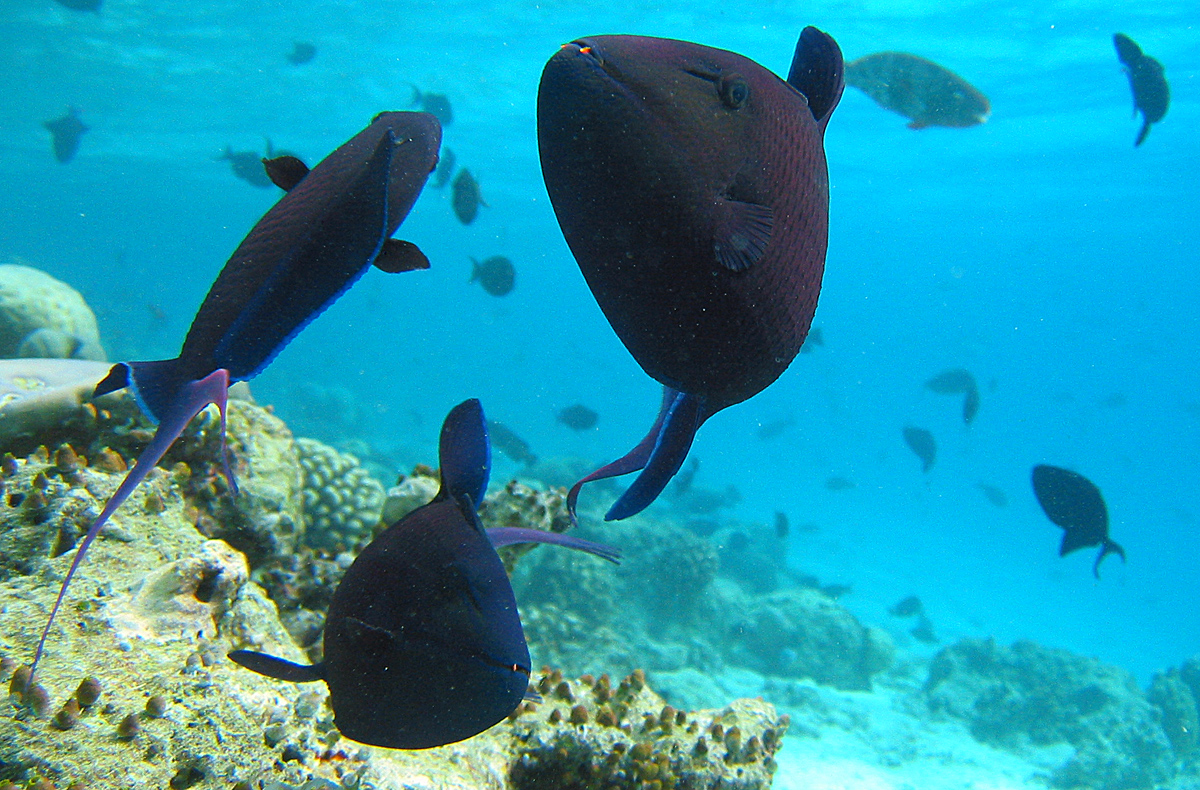
一群以浮游生物為食的紅牙鱗魨。
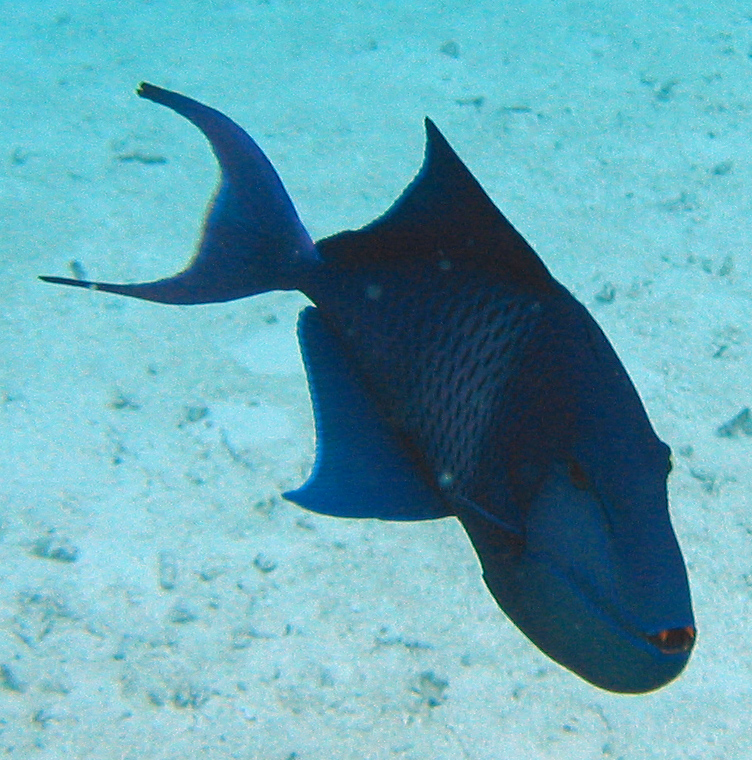
紅色牙齒是辨別紅牙鱗魨最大特徵。
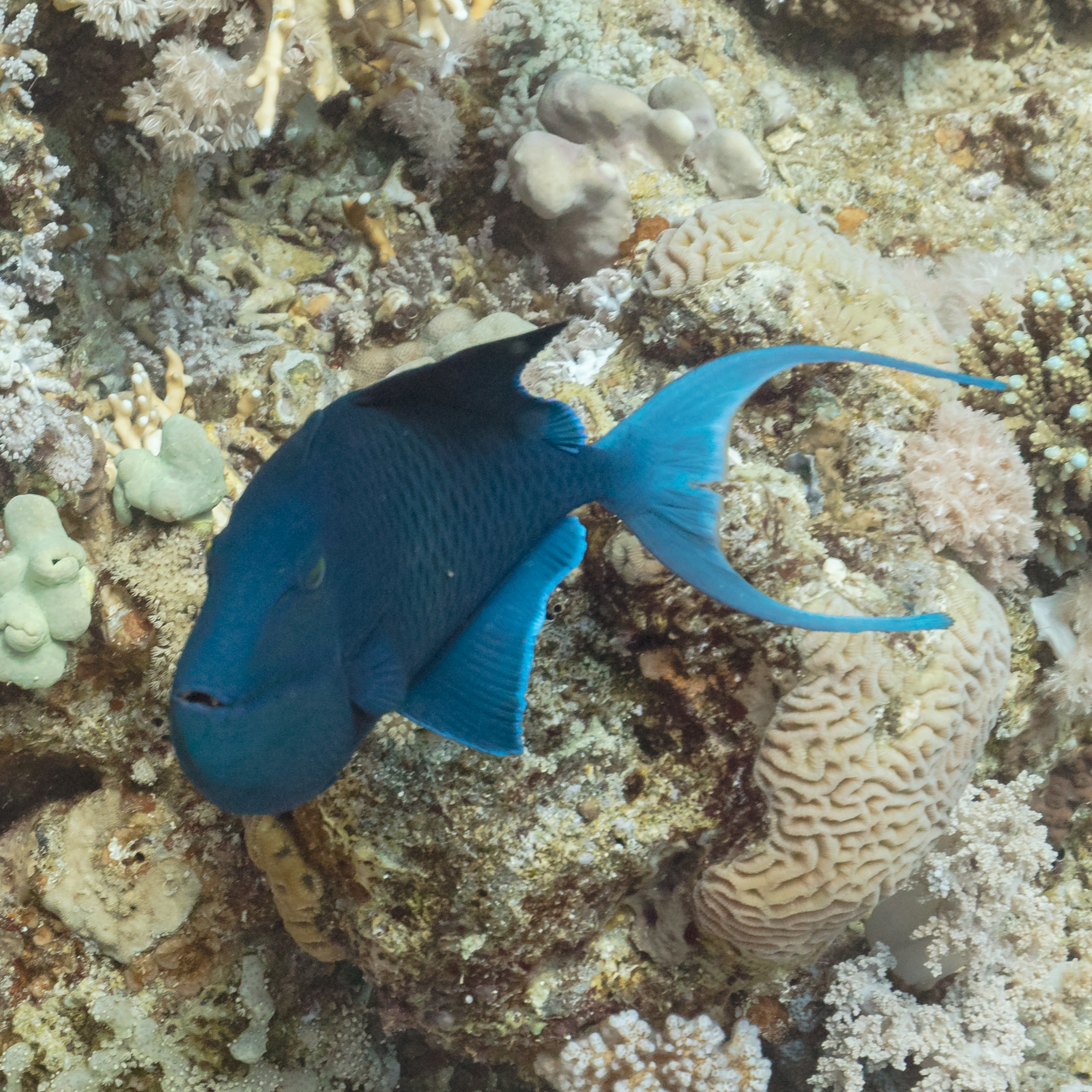
在紅海巡游的紅牙鱗魨。
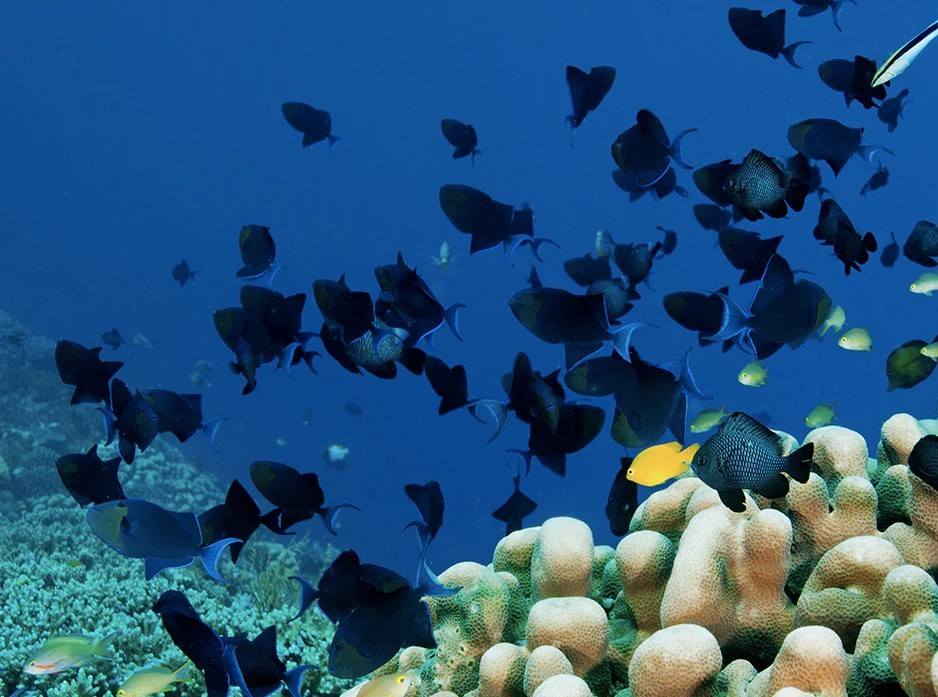
一群紅牙鱗魨和三斑雀鯛在瓦卡托比國家公園

## 經濟利用
可食用，另可做為觀賞魚。